# 鷲見康夫
鷲見 康夫（すみ やすお、1925年4月11日 - 2015年10月12日）は、日本の抽象画家。

## 経歴
1925年（大正14年）、大阪府に生まれる。7歳のときに彦根に引っ越す。関西大学専門部経済科（旧制）、および立命館大学専門部経済科（旧制）を卒業後、大阪市立高等学校・中学校で美術と英語、社会科の教師となる。建設省建設大学校（建設美学）、大同工業大学（造形・意匠）、宝塚造形芸術大学、名古屋芸術大学（現代美術）、関西大学（絵画）などでも講師を務めた。1954年（昭和29）、中学の同僚の嶋本昭三の勧めにより第7回芦屋市展に作品を出典する。この時に吉原治良と知り合い、その後吉原に絵画を習うようになる。1955年（昭和30年）に具体美術協会に加入した。「具体」では第1回（1955年）から最後となる第21回（1968年）まで、全ての具体美術展に出品している。1972年（昭和47年）の「具体」解散まで鷲見は「具体」に所属した。1975年（昭和50年）に立ち上げられた「アーティスト・ユニオン」（AU）にも参加した。2000年（平成12年）、初の自著となる『やけくそ・ふまじめ・ちゃらんぽらん』を出版。この本は美術教師時代の経験や結核の闘病生活、ヴェネチアビエンナーレの思い出などについて書かれたもので、文芸社より発売された。絵筆の代わりにそろばんを好んで使用し、国際的に活躍する前衛的な画家として知られた。2015年10月12日、肺炎のため死去。

## 作品収蔵先
パリ・スタドラーギャラリー、国立ギャラリー　ジュ・ド・ポーム、オランダ　オレッツギャラリー、米国オークランド美術館、ニューヨーク　マーサージャクソンギャラリー、日米芸術交換センター、ローマ国立近代美術館、ダルムシュタット市立マルチデンヘーエ美術館、カナダ　オフセンター　センター、中国　仏山市文化局、フィンランド　ラウマ市美術館、ヘルシンキ　アートアカデミー、ミラノ　ミランアートセンター、ロンドン　ハンバサイドカレッジ、トンガ王国　国際交流センター、その他に招待出品。兵庫県立近代美術館（山村コレクション）、宮城県立美術館、北九州市立美術館、芦屋市立美術博物館、大阪中之島美術館、伊丹市役所、伊丹市立文化会館。ニューヨーク、パリ、ロンドン、サンフランシスコ、トリノ、カルガリー、ウィーン、ヘルシンキ、トゥールーズなどの作品が収蔵されている。

## 親族
- 弟 鷲見禎彦（日本原子力発電社長）[1]